# Gliwice Łabędy
Gliwice Łabędy – stacja kolejowa w Gliwicach, w województwie śląskim, w Polsce.

## Modernizacja
W styczniu 2019 PKP Polskie Linie Kolejowe podpisały z firmą Systra umowę na opracowanie projektu przebudowy stacji Gliwice Łabędy.
W listopadzie 2023 PKP Polskie Linie Kolejowe podpisały umowę na modernizację stacji obejmującą m.in. ok. 40 km torów i sieci trakcyjnej, 90 rozjazdów, budowę bezpośredniego połączenia ze stacją Gliwice Port, przebudowę wiaduktu kolejowego nad ulicą Staromiejską i budowę wiaduktu nad ulicą Strzelców Bytomskich oraz budowę nowego przystanku Gliwice Kopernik w pobliżu estakady Heweliusza.

## Ruch pasażerski
| Rok  | Wymiana pasażerska na dobę |
| ---- | -------------------------- |
| 2017 | 50-99                      |
| 2022 | 50-99                      |